# Eclipse solar de 1 de agosto de 2008

Animação do eclipse visto do espaço

O Eclipse solar de 1 de agosto de 2008 foi um eclipse total do Sol ocorrido nesta data. Pode ser visto apenas no norte do planeta, como norte do Canadá, Groenlândia, Rússia, Cazaquistão, Mongólia e China. Teve magnitude de 1,03942 e foi o eclipse número 47 da série Saros 126.